# Carina Rozenfeld
Pour les articles homonymes, voir Rozenfeld.
Œuvres principales
- Série La Quête des Livres Monde
- Série Doregon
- Série La Symphonie des abysses
- Les Clefs de Babel
- Le Mystère Olphite
- Les Sentinelles du futur

Carina Rozenfeld, née le 13 février 1972 à Paris, est une autrice française de romans pour la jeunesse dans le domaine de l’imaginaire, de la science-fiction et du fantastique.

## Biographie
Née le 13 février 1972 à Paris, Carina Rozenfeld rédige ses premiers écrits à l'âge de 10 ans. Elle fait d'abord des études dans le domaine de la géographie et de l'urbanisme, pour ensuite se diriger vers le monde des livres en travaillant pour Hachette Tourisme. Elle entame ensuite une carrière de journaliste et se spécialise dans la presse destinée aux jeunes lecteurs. Enfin, en 2004, à l'âge de 32 ans, elle publie son premier roman Lucille et les dragons sourds aux éditions Kryos, le livre sera traduit en Allemand.
Carina Rozenfeld se fait connaître en 2008 à la suite de la publication de "Le Mystère Olphite" aux éditions L'Atalante et de "Le Livre des âmes" aux éditions Intervista dirigées par Luc Besson. 
Depuis 2009, chez Syros, elle propose plusieurs romans jeunesse indépendants, remportant un vif succès.
À partir de 2012, elle signe quelques ouvrages chez Robert Laffont, dans la collection R, lui permettant ainsi d'écrire la saga Le Feu secret avec CJ Daugherty, autrice de la saga Night School.
En 2016, elle collabore avec les éditions Scrinéo pour la saga Zalim, puis en 2019 pour Le Démêleur de rêves.
À partir de 2017, elle publie aux éditions Gulf Stream les séries pour la jeunesse L'Héritier des Draconis, Monstr'Hôtel et Les Anges mécaniques.

## Œuvres

### SérieLa Quête des Livres Monde
1. Le Livre des Âmes, Intervista,, coll. « Cinémascope », 2008Prix Imaginales des collégiens 2009, lauréat du Prix des Incorruptibles 2009-2010 pour la sélection 5e-4e [3], prix littéraire d'Issoire 2010[4]
2. Le Livre des Lieux, Intervista,, coll. « Cinémascope », 2010
3. Le Livre du temps, L'Atalante, coll. « Le Maedre », 2012

### SérieDoregon
1. Les Portes de Doregon, L'Atalante, coll. « Le Maedre », 2010
2. La Guerre de l'ombre, L'Atalante, coll. « Le Maedre », 2011
3. Les Cracheurs de lumière, L'Atalante, coll. « Le Maedre », 2012

### SériePhænix
1. Les Cendres de l'oubli, Robert Laffont, coll. « R », 2012
2. Le Brasier des souvenirs, Robert Laffont, coll. « R », 2013

### SérieLa Symphonie des abysses
Le pronom personne de genre neutre iel y est utilisé pour désigner les personnages non-binaires.
1. La Symphonie des abysses, Robert Laffont, coll. « R », 2014
2. La Symphonie des abysses - Livre 2, Robert Laffont, coll. « R », 2014

### SérieLa Quête des pierres de Luet
1. La Pierre d'Etlal, L'Atalante, coll. « Jeunesse », 2014
2. La Pierre de Majilpuûr, L'Atalante, coll. « Jeunesse », 2015
3. La Pierre de Goth, L'Atalante, coll. « Jeunesse », 2015

### SérieLe Feu secret
Cette série est coécrite avec C. J. Daugherty (en)
1. Le Feu secret, Robert Laffont, coll. « R », 2015
2. La Cité secrète, Robert Laffont, coll. « R », 2016

### SérieZalim
1. Zalim - 1, Scrinéo, 2016
2. Zalim - 2, Scrinéo, 2017

### SérieL'Héritier des Draconis
1. Draconia, Gulf Stream, 2017
2. La Sculptrice de dragons, Gulf Stream, 2017
3. La Baie aux arcs-en-ciel, Gulf Stream, 2018
4. Les Secrets de Brûle-Dragon, Gulf Stream, 2018
5. La Dernière Bataille, Gulf Stream, 2019

### SérieMonstr'Hôtel
1. Les Chasseurs de trésor, Gulf Stream, 2019
2. Le Secret du lac, Gulf Stream, 2020
3. La Pierre d'Onophior, Gulf Stream, 2020
4. La Créature de la nuit, Gulf Stream, 2020

### SériePapy, Maxwell et moi
1. Protocole 007, Gulf stream, 2021
2. Code : les dents de la mer, Gulf Stream, 2022
3. Opération 19 999 lieues sous les mers, Gulf Stream, 2022

### SérieLes Anges mécaniques
1. L'Appel, Gulf stream, 2022
2. L'Élue, Gulf stream, 2023

### Série '
1. Le Dernier Phénix, Gulf stream, 2025
2. Le Sceau de la confidente, Gulf stream, 2025À paraître le 13 novembre 2025

### Romans indépendants
- Lucille et les Dragons sourds, Kryos, 2004Prix Le Lutin d'Or 2004, prix Mélusine 2006
- Le Mystère Olphite, L'Atalante, coll. « Le Maedre », 2008Sélectionné au grand prix de l'Imaginaire 2009[6] ainsi que pour le prix Lire Élire 2009[7]
- Les Clefs de Babel, Syros, coll. « Soon », 2009Prix d'Onet à lire 2010[8], prix du jeune Poisson à Pithiviers 2010, lauréat du Prix des Incorruptibles 2010-2011 pour les 5e-4e [9]
- À la poursuite des humutes, Mini Syros, coll. « Soon », 2010
- Moi, je la trouve belle, Mini Syros, coll. « Soon », 2012
- Les Sentinelles du futur, Syros, coll. « Soon », 2013
- Qui a vu le phatom of the opera, Syros, coll. « Tip Tong anglais », 2016
- E.V.E, Syros, 2017
- Je peux te voir, Gulf stream, 2018
- Le Démêleur de rêves, Scrinéo, 2019
- TerreS, Scrinéo, 2019
- La Chaussette de Proust, Gulf stream, 2020
- Les Aventuriers de l'espace : Alien en détresse, Gulf stream, 2024

### Divers
- Le Guide des 100 plus belles plages du monde, Grands Voyageurs, 2004Collaboration
- Le Guide du voyage de noces, Grands Voyageurs, 2005Collaboration
- Graines de voyageurs - Normandie, Graine2, 2008

## Autres
Durant la crise du Covid-19 en 2020, elle a participé à un collectif d’auteurs et d’autrices (Cassandra O'Donnell, Jean-Luc Marcastel, Silène Edgar, Thomas Andrew, Sebastian Bernadotte, Anne-Marie Desplat-Duc, Evelyne Brisou-Pellen, Laurence Colin, Katia Lanero Zamora, Camille Salomon, Anna Combelle, Stéphane Tamaillon, Solène Chartier, Carole Jamin) qui ont mis des histoires en libre de droit sur le site Kilitoo, proposant ainsi aux enfants de 2 à 15 ans un vaste choix de lectures basées sur le fantastique, la fantasy et l’imaginaire.

## Récompenses
Son œuvre est saluée par de nombreux prix littéraires :
- Prix Imaginales des collégiens 2024 pour Les anges mécaniques tome 1
- Prix Culture U d'Aiguebelettes 2024 pour Les anges mécaniques tome 1
- Prix Gwarlan jeunesse CE1/CE2 2022 pour La chaussette de Proust
- Prix lecture 1er roman CE2 de la ville de Massy, 2022 pour La chaussette de Proust
- Prix des Embouquineurs catégorie CE1 2022 pour La chaussette de Proust
- Prix Livrentête Cat. Romans Enfants, 2021 pour Monstr'hôtel
- Prix Les Imaginaires 2021 pour EVE, Entité vigilance, enquête
- Prix ados de la ville de Senlis 2021 pour Le démêleur de Rêves
- Prix Bloody Fleury 2020 pour Je peux te voir
- Prix Imaginales des collégiens 2020 pour Je peux te voir[11]
- Prix Livrentête Junior 2020 pour Je peux te voir
- Prix ARDEP Île de France 2020 pour Je peux te voir
- Prix Les mordus du Polar 2019 Pour EVE, Entité vigilance, enquête
- Prix Ados de la ville de Rennes 2019 pour EVE, Entité vigilance, enquête
- Prix du roman contemporain 2019 pour EVE, Entité vigilance, enquête
- Prix ARDEP IDF 2019 pour EVE, Entité vigilance, enquête
- Prix du livre « Sciences pour tous » des collégiens 2018 pour E.V.E. [12]
- Prix du jeune Poisson 2028 pour L'héritier des Draconis
- Prix de la Fontaine D'Ouche 2028 pour L'héritier des Draconis
- Prix Passez la 5e 2018 pour L'héritier des Draconis
- Prix des petits lecteurs du Bel Aujourd'hui 2028 pour L'héritier des Draconis
- Prix de la Boîte à livres 20189 pour L'héritier des Draconis
- Prix Livre est lu 2018 pour L'héritier des Draconis
- Prix des lecteurs de la librairie Le jardin des lettres 2018 pour L'héritier des Draconis
- Silver Award du Amazing Book Award 2017 pour The Secret Fire
- Prix ARDEP IDF 2015 pour Les sentinelles du futur
- Prix AlTerre Ado 2015 pour Les sentinelles du futur
- Grand prix des jeunes lecteurs de Casablanca 2014 pour Les sentinelles du futur
- Prix ado de la porte des Hautes Vosges 2013 pour La quête des LIvres-Monde t.3
- Prix Littéraire du Giennois Jeunes ados 2011 pour Les Clefs de Babel
- Prix des jeunes lecteurs Nord Isère 2011 pour Les Clefs de Babel
- Prix du Vif d'or 2011 pour Les Clefs de Babel
- Prix Lire, Elire, 2011 pour Les Clefs de Babel
- Prix Page à Page, 2011 pour Les Clefs de Babel
- Prix Adolire 2011 pour Les Clefs de Babel
- Prix Dis-moi ton livre CE2/CM1 2011pour À la poursuite des Humutes
- Prix des Incorruptibles 2010-2011 pour la sélection 5e-4e [9] pour Les Clefs de Babel
- Prix du jeune poisson 2010 pour Les Clefs de Babel
- Prix D'Onet à Lire 2010 pour Les Clefs de Babel
- Prix littéraire d'ISsoire 2010 pour La quête des Livres-Monde
- Prix des Incorruptibles 2009-2010 pour la sélection 5e-4e [9] pour La Quête des Livre-Monde - tome 1 - Le Livre des Âmes.
- Prix ARDEP 2009-2010 pour la sélection 5e-4e [9] pour La Quête des Livre-Monde - tome 1 - Le Livre des Âmes.
- Prix Imaginales des collégiens en 2009[13] pour La Quête des Livres Monde - tome 1 - Le Livre des Âmes.
- Prix Mélusine 2006 pour Lucille et les dragons sourds
- Prix du Lutin d'or 2004 pour Lucille et les dragons sourds